# Physcomitrium insigne
Physcomitrium insigne är en bladmossart som beskrevs av Hugh Neville Dixon och Potier de la Varde 1927. Physcomitrium insigne ingår i släktet huvmossor, och familjen Funariaceae. Inga underarter finns listade i Catalogue of Life.